# Захаровка (Павлодарская область)
Захаровка (каз. Захаровка) — село в Железинском районе Павлодарской области Казахстана. Входит в состав Железинского сельского округа. Код КАТО — 554230200.

## История
Основано в 1907 году. В 1924 году селение Захаровское (Урташ-Кагык) состояло из 31 двора. Входило в состав Урлютюпской волости Павлодарского уезда Семипалатинской губернии.

## Население
В 1999 году население села составляло 414 человек (200 мужчин и 214 женщин). По данным переписи 2009 года, в селе проживало 278 человек (146 мужчин и 132 женщины).